# Burgundsko kraljestvo
Burgundsko kraljestvo (latinsko Regnum Burgundionum) ali Prvo kraljestvo Burgundije (latinsko Primum Regnum Burgundiae) so v 5. stoletju ustanovili germanski Burgundi v Porenju in nato v vzhodni Galiji.

## Zgodovina

### Ozadje
Burgundi, germansko pleme, so se morda preselili s skandinavskega otoka Bornholm v porečje Visle v 3. stoletju našega štetja. Vendar pa je prvi dokumentirani kralj Burgundijcev, Gjúki (Gebicca), živel v poznem 4. stoletju vzhodno od Rena.
Leta 406 so Alani, Vandali, Svebi in morda Burgundi prečkali Ren in vdrli v rimsko Galijo. Burgundi so se kot foederati naselili v rimski provinci Germania Secunda ob srednjem Porenju.

### Kraljestvo
Leta 411 AD. je burgundski kralj Gunter (ali Gundahar ali Gundicar) v sodelovanju z Goarjem, kraljem Alanov, postavil  Jovina za marionetnega cesarja. Pod pretvezo Jovinove cesarske oblasti se je Gunter naselil na zahodnem (tj. rimskem) bregu Rena, med reko Lauter in Nahe, ter zasedel naselbine Borbetomagus (danes Worms ), Speyer in Strasbourg. Očitno kot del premirja jim je cesar Honorij pozneje uradno "podelil" deželo. Burgundi so ustanovili svojo prestolnico v Borbetomagusu. Olimpijodor iz Teb omenja tudi Guntiarija, ki so ga imenovali "poveljnik Burgundov" v kontekstu leta 411, ko je Jovin zavzel Germanijo Secunda.
Kljub novemu statusu kot  foederati, so burgundski vpadi v rimsko zgornjo Belgijsko Galijo za Rimljane postali nevzdržni in so bili neusmiljeno končani leta 436, ko je rimski general Flavij Aetij vpoklical hunske plačance, ki so leta 437 preplavili kraljestvo. Gunter je bil ubit v bojih, domnevno skupaj z večino Burgundijcev. Kampanja je bila izvor srednjeveške  pesmi o Nibelungih.
Gunterja je leta 437 kot kralj nasledil Gunderik (ali Gundioc ali Gondioc). Po letu 443 je Aetij preostale Burgundce ponovno naselil na območje današnje severovzhodne Francije in zahodne Švice, spet kot foederate, v rimski provinci Maxima Sequanorum. Njihova prizadevanja, da bi razširili svoje kraljestvo po reki Roni, so jih pripeljala v konflikt z Vizigotskim kraljestvom na jugu. Leta 451 je Gunderik združil moči z Aetijem proti Atili, vodji Hunov, v bitki na Katalunskih poljih.
Ko je leta 473 Gunderik umrl, je bilo njegovo kraljestvo razdeljeno med njegove štiri sinove: Gundobad (473 –516 v Lyonu, kralj celotne Burgundije od leta 480), Hilperik II. (473 – 493 v Valenci), Gundomar/Godomar (473 – 486 v Vienne) in Godegisel (473 – 500, v Vienne in v Ženevi).
Po padcu Zahodnega rimskega cesarstva leta 476 se je kralj Gundobad povezal z mogočnim frankovskim kraljem Klodvikom I. proti grožnji ostrogotskega kralja Teoderika Velikega. Gundobad je tako lahko zagotovil burgundske pridobitve in sestavil Lex Burgundionum, starodavni germanski zakonik. Kasneje, ko Rim ni več mogel zagotoviti zaščite prebivalcem Galije, so se Sekvani združili v novonastalo Burgundsko kraljestvo. 
Po Gregorju iz Toursa (538–594) je Gundobad leta 493 ubil svojega brata Hilperika II. in izgnal njegovo hčer Klotildo, ki je bila poročena z merovinškim kraljem Klodvikom, frankovskim kraljem, ki je pravkar osvojil severno Galijo. Propad kraljestva se je začel, ko so kraljestvo napadli nekdanji frankovski zavezniki. Leta 523 so se sinovi kralja Klodviga na pobudo svoje matere Klotilde podali v boj proti burgundskim deželam, da bi se maščevali za Gundobadov umor njenega očeta. Leta 532 so Franki Burgundce odločilno porazili v bitki pri Autunu, nato pa je bil kralj Godomar ubit in Burgundija je bila leta 534 vključena v Frankovsko kraljestvo.

## Seznam kraljev
- Gebicca (pozno 4. stoletje – ok. 407)
- Gundomar I. (ok. 407 – 411), sin Gebicca
- Giselher (ok. 407 – 411), sin Gebicca
- Gunter (ok. 407 – 436), sin Gebicca

Flavij Aetij premakne Burgundce v Sapaudijo (porečje Zgornje Rone).
- Gunderik/Gundioc (436 – 473) nasprotuje mu
  - Hilperik I., Gundiokov brat (443 – ok. 480)
- razdelitev kraljestva med štiri Gundiokove sinove:
  - Gundobad (473 – 516 v Lyonu, kralj celotne Burgundije od leta 480),
    - Sigismund, Gundobadov sin (516 – 524)
    - Godomar II. ali Gundimar, Gundobadov sin (524 – 532)

  - Hilperik II. (473 – 493 v Valence)
  - Gundomar/Godomar (473 – 486 v Vienne)
  - Godegisel (473 – 500, v Vienne in v Ženevi)